# Johanna Rytting Kaneryd
Anna Johanna Rytting Kaneryd (født 12. februar 1997) er en kvindelig svensk fodboldspiller, der spiller som midtbane for FC Rosengård i Damallsvenskan og tidligere Sveriges U/23-kvindefodboldlandshold, til 2016.
Hun startede hendes første år for Forsby FF, indtil hun skiftede til topklubben Tyresö FF, hvor hun også sølv ved Champions League i 2014. I Juni 2014 skiftede hun til Älta IF, gældende for 1,5 år.
Hun har siden 2018, spillet for topklubben FC Rosengård i Damallsvenskan, med hvem hun forlængede sin kontrakt med, til 2021.